# Розенберг, Эмиль Вольдемар
Эмиль Вольдемар Розенберг (Эмиль Карлович Розенберг, нем. Emil Woldemar Rosenberg; 26 апреля (8 мая) 1842, Каролингоф, Перновский уезд, Лифляндская губерния, Российская империя — 29 декабря 1925, Мюнхен, Бавария, Веймарская республика) — российский врач, анатом, профессор Императорского Дерптского университета (1876—1888) и Утрехтского университета (1888—1913), статский советник.

## Биография
Родился 26 апреля (8 мая)  1842 года в Каролингофе (Феннерн) близ Пернова в семье владельца стекольного завода. В январе 1860 года начал изучение медицины в Императорском Дерптском университете, а в 1868 году получил степень доктора медицины и должность второго прозектора (с 1875 года первый прозектор) при анатомическом институте Дерптского университета. Во время командировки за границу в 1874—1875 годах обучался у Карла Гегенбаура в Лейпциге. 
В 1876 году, когда была основана новая кафедра по эмбриологии, гистологии и сравнительной анатомии в Дерптском университете, Эмиль Розенберг стал заведовать кафедрой в качестве экстраординарного профессора, а уже в 1877 году в должности ординарного профессора. В 1888 году перешёл на службу в Утрехтский университет, где занимал должность ординарного профессора по анатомии человека и директора анатомического института. С 1913 года жил в Мюнхене.

## Работы
- Untersuchungen über die Entwickelung des Canalis cochlearis der Säugethiere. — Dorpat: Gedruckt bei Heinrich Laakmann, 1868.